# Верхній Четкер
Верхній Четке́р (рос. Верхний Четкерь) — присілок в Дебьоському районі Удмуртії, Росія.

## Населення
Населення — 118 осіб (2010; 192 в 2002).
Національний склад станом на 2002 рік:
- удмурти — 86 %

## Урбаноніми[3]
- вулиці — Логова, Молодіжна, Удмуртська